# Apathya
Genre
Apathya est un genre de sauriens de la famille des Lacertidae.

## Répartition
Les espèces de ce genre se rencontrent en Iran, Irak, Syrie en Turquie mais aussi en Grèce

## Liste des espèces
Selon The Reptile Database (8 décembre 2012) :
- Apathya cappadocica (Werner, 1902)
- Apathya yassujica (Nilson, Rastegar-Pouyani, Rastegar-Pouyani & Andrén, 2003)

## Publication originale
- Méhely, 1907 : Archaeo- und Neolacerten. (Erwiederung an die Herren G. A. Boulenger, F. R. S. und Dr. F. Werner). Annales historico-naturales Musei nationalis hungarici, vol. 5, p. 469–493 (texte intégral).